# Шауфус, Анна
Анна «Энн» Шауфус (англ. Anne Schaufuss, род. 9 июня 1948, Копенгаген, Дания) — датская фотомодель и киноактриса. Анна Шауфус оказалась в центре внимания СМИ в середине 1970-х годов, когда она, на пике своей карьеры, обратилась в кришнаизм и приняла монашеский образ жизни.

## Биография

### Ранние годы
Анна Шауфус родилась в 1948 году в Копенгагене в семье Джона Шауфуса и Хенни Сесилии Олсон — потомков белоэмигрантов, покинувших Россию вскоре после революции 1917 года. Дядя Анны по отцу — Франк Шауфус (1921—1997) — был известным артистом балета и педагогом. В 1956—1958 годах он занимал должность главного балетмейстера Королевского балета Дании. Его сын, двоюродный брат Анны Петер Шауфус (род. 1949) — ныне всемирно известный артист балета.
С 6 до 15 лет Анна обучалась классическому балету в Королевском балете Дании. Однако, к 15 годам её рост достиг 170 сантиметров, что вынудило её поставить крест на балетной карьере. Анна начала пробовать себя в других профессиях: в 17 лет она устроилась работать диджеем, а затем попробовала себя в качестве киноактрисы, сыграв в 1967 году роль в картине «Возлюби ближнего своего» — комедии норвежского кинорежиссёра Эгиля Колсто. В 1968 году Анна приняла участие в конкурсе «Мисс Скандинавии», где заняла 6-е место и в конкурсе «Мисс Дании», где сумела выйти в финал.

### Карьера фотомодели (1969—1974)
Работа актрисы оказалась нелёгкой: Анне приходилось трудиться не покладая рук. Утомившись от актёрской работы, в 1969 году Анна отправилась пытать счастья в Лондон, в самый центр молодёжного движения и битломании. Там у неё завязался роман с известным фотографом Клайвом Эрроусмитом. С его помощью, уже в августе 1970 года она очутилась на обложке журнала Vogue, что стало первым успехом в её модельной карьере. Вместе с Клайвом она много путешествовала по миру, вела очень насыщенную жизнь. По собственным словам Анны, в те годы аэропорт практически стал её домом. Однако, у этой гламурной жизни была и тёмная сторона: в декабре 1974 года Анна рассказала в интервью журналу People: «У меня были ужасные депрессии. Я не могла находиться в компании Клайва более часа без того, чтобы с ним не поругаться. Я ходила на приёмы к психиатру, пыталась найти облегчение с помощью наркотиков».
Тем временем карьера Анны достигла своего пика: в 1970—1974 годах она была одной из наиболее востребованных фотомоделей в Европе. Анна подписала контракт с модельным агентством Elite, приняла участие в рекламных кампаниях таких брендов, как Yves Saint Laurent и Christian Dior, и около трёх десятков раз появлялась на обложках известных журналов: Elle, Vogue, L’Officiel, Mademoiselle, Marie Claire и др.

### Обращение в кришнаизм (1974)
В 1973 году Анна и Клайв Эрроусмит встретили в аэропорту «Париж-Орли» девушку-кришнаитку, которая, в обмен на небольшое денежное пожертвование, дала Анне и Клайву «Бхагавад-гиту как она есть» (индуистский священный текст «Бхагавад-гиту» в переводе и с комментариями кришнаитского гуру Бхактиведанты Свами Прабхупады) и оставила им адрес парижского храма Международного общества сознания Кришны (ИСККОН).
Ознакомившись с кришнаитским вероучением, Анна стала вегетарианкой. Клайв же пошёл гораздо дальше: он начал практиковать целибат, ежедневно повторять мантру «Харе Кришна». При этом он настойчиво пытался убедить Анну следовать своему примеру, из-за чего она на время ушла от него. Вскоре, однако, они помирились и решили вместе практиковать новую религию.
В свой первый визит в парижский храм кришнаитов Анна попала на лекцию тогдашнего лидера ИСККОН во Франции Бхагавана. Хотя храм располагался в элитном парижском квартале, кришнаиты показались Анне смиренными и скромными людьми. На лекции Бхагаван говорил, что в обществе постоянно возникают конфликты по причине того, что люди отождествляют себя со своими телами: белый, чёрный, мужчина, женщина, богатый, бедный. Когда после лекции Анна сказала Бхагавану, что хочет практиковать йогу, он посоветовал ей повторять мантру «Харе Кришна». Бхагаван объяснил, что так как Бог и Его имена неотличны друг от друга, повторение Его святых имён непременно приведёт её в прямой контакт с Ним. В 1979 году Анна рассказала в интервью индийскому еженедельнику The Illustrated Weekly of India, что возвращаясь домой после первого посещения собраний кришнаитов, она от счастья прыгала и танцевала вдоль Avenue Foch.
Анна начала искренне практиковать веру кришнаитов: она повторяла мантру «Харе Кришна» при любой возможности: в самолётах, в отелях, между фотосессиями. Также она стала вегетарианкой, бросила курить, употреблять спиртные напитки и наркотики. Она также предприняла попытку проповедовать свою новую веру своим коллегам по работе. С этой целью она приводила своих знакомых-моделей в кришнаитские храмы, но её попытки убедить их отказаться от секса и наркотиков не увенчались успехом. Анне стало трудно совмещать духовную жизнь и работу. К тому же, поползли слухи, что её увлечение кришнаитской верой было всего лишь рекламным трюком. Всё это привело к тому, что в 1974 году она сделала радикальный выбор: приняла монашеский образ жизни и поселилась в кришнаитском ашраме в Париже. Её партнёр Клайв пообещал вскоре последовать её примеру, но так и не решился на этот шаг.

### Деятельность в Международном обществе сознания Кришны (1974—1986)

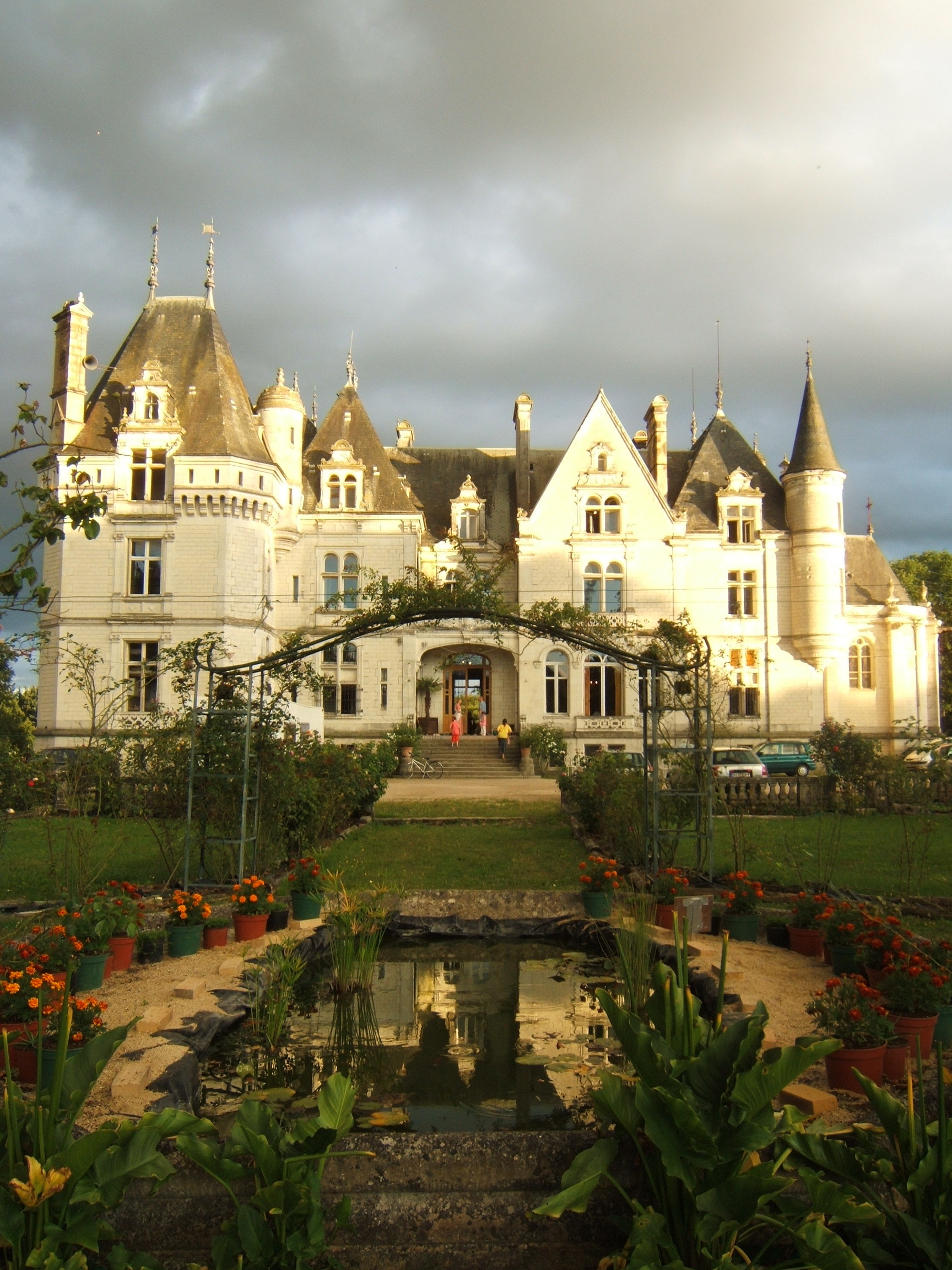
Кришнаитская община Новый Маяпур, в которой Анна Шауфус прожила несколько лет.

21 августа 1974 года Анна прошла формальный обряд посвящения, получив от Бхактиведанты Свами Прабхупады санскритское имя «Сатарупа Даси». Присоединившись к ИСККОН, Анна на три года прервала модельную карьеру. Среди кришнаитов она почувствовала себя настолько счастливой, что все другие вещи (в том числе работа в гламурном мире моды), потеряли свою привлекательность и казались теперь бессмысленными. Обосновавшись в ашраме Новый Маяпур, расположенном в живописной сельской местности к югу от Парижа, Анна выполняла простое служение: мыла полы в храме, делала цветочные гирлянды для алтаря, в течение года регулярно готовила для более чем 100 кришнаитов, живших с ней под одной крышей. Она также работала над переводом «Бхагавад-гиты как она есть» с английского на датский язык. Однако, вскоре Прабхупада посоветовал Анне продолжить свою профессиональную карьеру и она вернулась в мир моды. Только теперь в своей работе Анна следовала вайшнавским этическим принципам, отказываясь участвовать в любом виде рекламы сигарет, алкоголя и мясной продукции.
В этот период Бхагаван Госвами напечатал большим тиражом на французском и итальянском языках памфлет (или, скорее, небольшой иллюстрированный журнал) под названием «Кто они?». На обложке были изображены Анна Шауфус, одетая в сари и с тилакой на лбу, в компании другого кришнаита, также одетого в традиционные индийские одежды. Позднее в США вышло англоязычное издание памфлета, сотни тысяч экземпляров которого кришнаиты раздали в аэропортах, торговых центрах и на улицах городов.
В конце 1970-х годов Анна вышла замуж за одного из лидеров ИСККОН во Франции. В Новом Маяпуре на заработанные деньги она основала и поддерживала гурукулу — индуистскую школу, в которой дети из кришнаитских семей имели возможность получить как светское, так и религиозное образование.
В 1980 году Анна переехала в Лос-Анджелес, где, параллельно с модельной карьерой, работала в Департаменте по связям с общественностью ИСККОН, который в те годы возглавлял Мукунда Госвами. Впоследствии она разошлась со своим первым мужем и повторно вышла замуж, но этот брак также окончился разводом. В 1987 году (вскоре после скандального «падения» Бхагавана Госвами) Анна оставила ряды ИСККОН.

### Поздний период
В конце 1980-х годов Анна поселилась в Париже, где продолжила работать в качестве модели, снимаясь, в частности, в рекламных роликах для французского телевидения. В 1992 году она сыграла небольшую роль в фильме Жана-Жака Анно «Любовник». В 1990-е годы Анна получила образование психиатра и в 2000-е годы открыла свою клинику в элитном пригороде Парижа Нёйи-сюр-Сен.

## Фильмография
| Год  |   | Русское название        | Оригинальное название | Роль                                    |
| ---- | - | ----------------------- | --------------------- | --------------------------------------- |
| 1967 | ф | Возлюби ближнего своего | Elsk… din næste!      | Теа / Thea                              |
| 1992 | ф | Любовник                | L'amant               | Анн-Мари Стреттер / Anne-Marie Stretter |
| 2001 | ф | Репетиция               | La répétition         | Датский костюмер / Costumière danoise   |